# Felip Argentó
Felip Argentó (Catalunya, 1808 - Paysandú, 1870) fou un militar català que va participar en les guerres civils de l'Uruguai durant el segle xix.
Argentó era militant i soldat del Partit Nacional de l'Uruguai. Durant la Guerra Gran es va encarregar de la defensa de Paysandú, atacada per les forces de Venancio Flores amb el suport de vaixells francesos, complint la seva tasca amb fermesa i heroisme.
Presa la plaça (26 de desembre de 1847) i sotmesa aquesta a tota classe d'excessos, Argentó va ser fet presoner, però va escapar i va romandre a Paysandú després de finalitzat el conflicte i fins i tot va prendre part al segon setge de la ciutat entre 1864 i 1865, on va morir un dels seus fills.